# Mas de Sant Dionís
El Mas de Sant Dionís és un mas a mig camí dels nuclis de Bordils i Sant Joan de Mollet (Gironès). L'edificació actual és el resultat de diverses ampliacions i reformes efectuades al llarg del temps. La part més antiga del mas correspon a la banda posterior, cara al nord, i a la part esquerra de l'edifici actual. La casa es desenvolupa a l'entorn d'un pati interior, actualment tapat amb una coberta, on hi ha una escala de pedra que comunica amb la planta principal. Les parets són morterades i les façanes presenten restes d'arrebossats.
Les estances de la planta baixa són destinades al bestiar i estan cobertes amb voltes de rajola. També hi ha diferents arcs rebaixats, alguns d'ells de pedra i altres de rajol col·locat a plec de llibre. A la part posterior ens troben alguns arcs de mig punt de pedra més antics i la porta que hi comunica és amb brancals de pedra i llinda de fusta, bastant primitiva. L'accés al pati interior es produeix a través d'una porta dovellada i una volta de canó amb arc de mig punt de pedra. El pis és cobert amb cairats.
Segons els actuals propietaris del mas, ells conserven un document d'una escriptura que acredita l'existència del mas al segle xii, tenia el nom de Castell de Camprodon i els propietaris d'aleshores eren els Camprodon. El segle passat va passat als Peres, que són els actuals propietaris. El Mas Moner i la torre havien estat del mateix propietari que el mas Sant Dionís.